# Botarell
Botarell település Spanyolországban, Tarragona tartományban. Botarell Les Borges del Camp, Riudoms, Montbrió del Camp, Riudecanyes és Riudecols községekkel határos. Lakosainak száma 1174 fő (2024).

## Népesség
A település népessége az elmúlt években az alábbi módon változott:
| Lakosok száma | 293  | 468  | 373  | 347  | 435  | 881  | 1047 | 1100 | 1068 | 1174 |
|               | 1717 | 1887 | 1936 | 1960 | 1986 | 2004 | 2009 | 2014 | 2019 | 2024 |